# Кёк-Дёбё (Айтматовский район)
Кёк-Дёбё (кирг. Көк-Дөбө, до 2000 года — Плодопитомник) — село в Айтматовском районе Таласской области Кыргызстана. Административный центр Чолпонбайского аильного округа. Код СОАТЕ — 41707 215 840 02 0.

## Население
По данным переписи 2009 года, в селе проживало 647 человек.